# Goh Kun
Goh Kun (Hangul: 고건, chữ Hán: 高建, Hán - Việt: Cao Kiến, sinh ngày 2 tháng 1 năm 1938) là một chính trị gia Hàn Quốc. Ông từng là Thủ tướng Hàn Quốc thời kì 1997-1998 và 2003-2004. Ông đảm nhận vai trò quyền Tổng thống Hàn Quốc vì Tổng thống Roh Moo-hyun bị luận tội, từ ngày 12 tháng 3 năm 2004 đến ngày 14 tháng 5 năm 2004 khi Tòa án Hiến pháp Hàn Quốc không quyết định luận tội và khôi phục quyền hạn của ông Roh Moo-Hyun trở lại làm tổng thống. Ông được biết đến như là một người công chức chăm chỉ. Một trong những biệt danh Goh Kun là "Ông ổn định", phản ánh khả năng tồn tại thay đổi của chính phủ và những biến động chính trị khác của mình.